# Paracladopelma daitoijea
Paracladopelma daitoijea är en tvåvingeart som beskrevs av Sasa och Suzuki 2001. Paracladopelma daitoijea ingår i släktet Paracladopelma och familjen fjädermyggor. Inga underarter finns listade i Catalogue of Life.